# Ladang Cakiah
Ladang Cakiah is een bestuurslaag in het regentschap Bukittinggi van de provincie West-Sumatra, Indonesië. Ladang Cakiah telt 1682 inwoners (volkstelling 2010).